# Кромари
Кромари́ (фр. Cromary) — коммуна во Франции, находится в регионе Франш-Конте. Департамент — Верхняя Сона. Входит в состав кантона Рьоз. Округ коммуны — Везуль.
Код INSEE коммуны — 70174.

## География
Коммуна расположена приблизительно в 330 км к юго-востоку от Парижа, в 14 км севернее Безансона, в 30 км к югу от Везуля.
По территории коммуны протекает река Оньон.

## Население
Население коммуны на 2010 год составляло 239 человек.
| 1962 | 1968 | 1975 | 1982 | 1990 | 1999 | 2010 |
| ---- | ---- | ---- | ---- | ---- | ---- | ---- |
| 131  | 152  | 177  | 166  | 171  | 163  | 239  |

## Экономика
В 2010 году среди 148 человек трудоспособного возраста (15—64 лет) 114 были экономически активными, 34 — неактивными (показатель активности — 77,0 %, в 1999 году было 74,6 %). Из 114 активных жителей работали 104 человека (53 мужчины и 51 женщина), безработных было 10 (5 мужчин и 5 женщин). Среди 34 неактивных 3 человека были учениками или студентами, 18 — пенсионерами, 13 были неактивными по другим причинам.